# Michael Johnson (futbolista)
Michael Johnson (Urmston, Gran Manchester, 24 de febrer de 1988) és un futbolista anglès que juga de centrecampista i actualment es troba sense equip.